# Cyphodillidium absoloni
Cyphodillidium absoloni is een pissebed uit de familie Armadillidiidae. De wetenschappelijke naam van de soort is voor het eerst geldig gepubliceerd in 1939 door Strouhal.